# Jim Knobeloch
James Joseph „Jim“ Knobeloch (* 18. März 1950 in Belleville, Illinois) ist ein US-amerikanischer Film- und Theaterschauspieler.

## Leben
Jim Knobeloch ist vor allem durch seine Rolle des Jake Slicker in der Westernserie Dr. Quinn – Ärztin aus Leidenschaft einem breiten Publikum bekannt geworden. Nach einer Nebenrolle in der zwischen 2001 und 2002 produzierten kurzlebigen Westernserie Ponderosa übernahm Knobeloch 2005 eine kleine Rolle in Peter Jacksons Abenteuerfilm King Kong.
Darüber hinaus ist Knobeloch ein Schauspieler, der am Theater in Independent-Produktionen zu sehen ist.
Er ist seit den frühen 1990er Jahren mit Beth Sullivan, der Schöpferin von Dr. Quinn verheiratet und hat mit ihr zwei Kinder, Zwillinge, die 1996 geboren wurden.

## Filmografie (Auswahl)
- 1980: Heaven’s Gate
- 1993–1998: Dr. Quinn – Ärztin aus Leidenschaft (Dr. Quinn, Medicine Woman, Fernsehserie, 129 Episoden)
- 1999: Dr. Quinn – Ärztin aus Leidenschaft: Der Film (Dr. Quinn, Medicine Woman: The Movie) (Fernsehfilm)
- 2002: Ponderosa (Fernsehserie, 5 Episoden)
- 2005: King Kong
- 2008: Der Sattelclub (The Saddle Club, Fernsehserie, Episode 3x16 Trouble Free)
- 2009: Knowing – Die Zukunft endet jetzt (Knowing)
- 2011: Angry Boys (Fernsehserie, Episode 1x02)
- 2012: Iron Sky
- 2014: The 25th Reich
- 2014: Predestination